# 김정일의 호칭 목록
조선민주주의인민공화국에는 김정일을 가리키는 여러 호칭이 존재하며 이들 호칭은 1994년부터 조선로동당 중앙위원회에서 사용하기로 결정하였다. 조선중앙통신은 김정일의 호칭이 1200여가지에 이른다고 밝혔다. 대개의 호칭은 조선로동당에서 만들어지며 시대적 상황에 따라서 변하기도 한다. 이러한 전통은 김정일 이전 김일성에게도 존재하였으며 아래 목록은 현재까지 알려진 김정일의 호칭이다.

## 목록
- 영광스러운 당중앙: 1973년부터 사용된 첫 호칭으로, 지도자 계승이 공식적으로 이루어지기 전에 당 출판사에서 김정일을 가리키기 위한 호칭이다.[3]
- 웃분: 1970년대에 사용된 호칭이다.[3]
- 친애하는 지도자: 김일성 생전에 사용되었다.[3]
- 존경하는 지도자, 현명한 지도자, 영명하신 지도자: 1970년대 중반에 사용되었다.[3]
- 유일한 지도자: 1975년 6월부터 사용되었다.[3]
- 령도자가 갖추어야 할 풍모를 완벽하게 지닌 친애하는 지도자: 1980년대 중반부터 특별한 상황에 사용되었다.[3][4]
- 최고사령관: 1980년대 공식적으로 계승이 이루어지기 전에 사용되었다.[3]
- 위대한 령도자: 김일성 사망 이후에 주로 사용하는 호칭이다.[3]
- 인민의 어버이: 1986년 2월부터 사용하였다.[3]
- 공산주의 미래의 태양, 백두광명성, 향도의 해발: 1980년대 중반부터 사용하였다.[3]
- 혁명무력의 수위, 조국통일의 구성, 조국통일의 상징, 민족의 운명, 자애로운 아버지, 당과 국가와 군대의 수위: 1991년 12월 21일 이후로 사용되는 조선인민군 총지휘관으로서의 호칭이다.[3]
- 장군: 김일성 사망 이후에 사용하는 호칭이다.[3]
- 우리당과 우리 인민의 위대한 령도자, 위대한 장군님, 경애하는 장군님: 김일성 사망 이후에 사용하는 호칭이다.[3]
- 백전백승의 강철의 령장, 사회주의 태양, 민족의 태양, 삶의 태양: 김일성 사후 3년간의 애도 기간 후, 1997년부터 사용하였다.[3]
- 민족의 위대한 태양, 민족의 어버이: 1998년 헌법 개정 이후 1999년부터 사용하였다.[3]
- 불세출의 령도자, 21세기 찬란한 태양, 21세기 위대한 태양, 21세기 향도자, 희세의 정치가, 천출위인, 천출명장, 민족의 최고영수, 주체의 찬란한 태양: 2000년 이후부터 사용하였다.[3]
- 위대한 원수님
- 어버이 수령
- 무적필승의 장군
- 경애하는 아버지
- 21세기의 향도성
- 실천가형의 위인
- 위대한 수호자
- 구원자
- 혁명의 수뇌부
- 혁명적 동지애의 최고화신
- 존경하는 각하
- 민족재생의 은인
- 천출명장
- 민족의 위대한 령도자
- 우리 당과 우리 인민의 위대한 령도자

## 기타
조선민주주의인민공화국의 모든 저작물에서는 항상 김일성 및 김정일, 김정은의 이름을 크거나 굵은 글씨로 표현하며 EUC-KP에는 김일성과 김정일, 김정은을 가리키는 별도의 글자가 존재한다.

## 참조
1. ↑  <北 김정일 호칭 자랑…"공개된 것만 1천200개"> — 연합뉴스
2. ↑  김봉기 외 (2008). 《영원히 우리와 함께 계신다》. 판문점트레블센타. 289-291쪽. ISBN 978-89-952665-4-0.
3. 1 2 3 4 5 6 7 8 9 10 11 12 13 14 15 16 17  전영선 (2006). 《다시 고쳐 쓴 북한의 사회와 문화》. 역락. 46-51쪽. ISBN 89-5556-491-0.
4. 1 2  Ланьков, Андрей (2007년 11월 23일). “тысяча имен  бога”. 2009년 12월 30일에 확인함.
5. ↑  “55 лет развития внешней торговли”. Внешняя торговля. 2005년 3월 1일. 2005년 5월 11일에 원본 문서에서 보존된 문서. 2010년 1월 5일에 확인함.
6. ↑  “북한에는 김일성, 김정일 전용 특수문자가 있다!”. 2010년 4월 14일에 확인함.